# SMS Csepel
Az SMS Csepel a Császári és Királyi Haditengerészet egyik Tátra-osztályú rombolója/torpedónaszádja volt, amit 1912-ben kezdtek el építeni és az első világháborút végigharcolta. Gyors és korszerű egység volt, sok bevetést teljesített, többek között szerepe volt az Otrantói csatában is.

## Építése
Az építő a Ganz Danubius fiumei hajógyára volt, a hajógerinc lefektetése 1912. január 9-én történt meg, a vízre bocsátás pedig majdnem egy évre rá, 1912. december 30-án. Egy nap híján egy év múlva, 1913. december 29-én állt szolgálatba SMS Csepel névvel, a ma Budapesthez tartozó, akkoriban még önálló Csepel településről kapta nevét. A háború kitöréséig Pólában állomásozott.

## Bevetések
- 1914 végén kihalássza a Dampfer XVI. (Baron Gautsch) túlélőit, első éles bevetés
- 1915. május 23-án az olasz hadiállapot beálltával az egész k.u.k. flotta kifutott, a tömegtámadásban a Tátra-osztály valamennyi rombolója részt vett. A Csepel Manfredonia kikötőjét bombázta a Tátrával együtt. A visszaúton egyesültek a Helgoland cirkálóval és az SMS Likával, valamint az SMS Orjennel. Ezután találkoztak két olasz rombolóval, melyek közül a Turbine-t teljesen körülfogták, majd a Tátra és a Lika elsüllyesztette. A tűzharcban veszteség nem érte a Csepelt.
- 1915. július 22./23-án a Tátrával Olaszország keleti partjainál egy vasúti hidat és Chienti vasútállomását bombázza.
- 1915. július 28-án részt vett az Saidával, Tátrával, Balatonnal, Likával, valamint az SMS Orjen és SMS Triglav rombolókkal az olaszok által megszállt Pelagosa sziget megtámadásában, de a szárazföldi partraszálló hadművelet kudarcba fulladt, a támadók visszavonultak.
- 1915. december 29-én a Balaton, a Lika, Tátra, Triglav rombolókkal, valamint a Helgoland cirkálóval részt vettek a Durazzói csatában. Behatolva Durazzo kikötőjébe elsüllyesztett 2 hajót, majd kifelé menet olasz parti ütegek tűz alá vették őket, de sikeresen átjutottak, kivéve a Likát, amelyik aknára futott és elsüllyedt. A Triglav is aknára futott, de azt vontába fogta a Csepel és megpróbálta elvontatni. A kötél azonban rátekeredett a hajó csavarjára, így csak félgőzzel tudott haladni, a vontatást abbahagyta. Ekkor egy olasz-brit egyesített kötelék csapott le a csoportra, így a Triglavot elsüllyesztették, majd a Csepel főgépésze ráadta a maximális gőznyomást a gépekre, mire a másik tengely is végre kiszabadult, elszakította a vontatókötelet. Délutánra a 32 csomóval (kb. 60 km/h) száguldó hajó utolérte a többi osztrák-magyar egységet, amelyek közben már órák óta folyamatos tűzpárbajt vívtak a nagy túlerőben lévő ellenséggel. Az est beálltával a kötelék parancsnoka egy merész megtévesztő manőverrel becsapta üldözőit és biztonságban hazavezette a rajt. A csatában megsérült a Csepel is, több ember, köztük a főgépész is meghalt.
- 1916. január 1-jén az SMS Tátrával együtt Pólába hajózik, nagyjavításra
- 1917. május 14./15-én részt vett az Otrantói csatában, ahol az SMS Balatonnal egyetemben elsüllyesztettek egy olasz rombolót, két teherhajót, valamint súlyosan megrongálták az olasz Apulia rombolót
- 1917. december 13./14-én a Tátrával és a Balatonnal az Otrantói-szorosban járőrözik
- 1918-ban partvédő feladatok, konvojkísérés

## Sorsa a háború után
Az antant tengerészeti bizottság az olasz flottának ítélte, akik Muggia néven állományba is vették azt 1919-ben. 1927-től kezdve Sanghajban állomásozott, majd 1929. március 25-én egy tájfunban elsüllyedt Finger Rocksnál, Amoy közelében, Kína partjainál.